# Война миров (фильм Стивена Спилберга)
«Война́ миро́в» (англ. War of the Worlds) — американский научно-фантастический боевик 2005 года, двадцать второй полнометражный фильм Стивена Спилберга и сценаристов Джоша Фридмана и Дэвида Кеппа, снятый по мотивам одноимённого романа Герберта Уэллса 1898 года. Том Круз снимается в главной роли вместе с Дакотой Фэннинг, Мирандой Отто и Тимом Роббинсом, а озвучивает фильм Морган Фримен. В нём рассказывается об американском докере, который должен заботиться о своих детях, с которыми он живёт отдельно, пытаясь защитить их и воссоединить с матерью, когда инопланетяне вторгаются на Землю и опустошают города гигантскими военными машинами.
Фильм, снятый компаниями «Paramount Pictures», «DreamWorks Pictures», «Amblin Entertainment» и «Cruise/Wagner Productions», был снят за 73 дня с использованием пяти различных звуковых площадок, а также локаций в Калифорнии, Коннектикуте, Нью-Джерси, Нью-Йорке и Виргинии. Он был окружён грифом секретности, поэтому до его выхода в свет стало известно немного подробностей. С несколькими компаниями, включая «Hitachi», были проведены совместные рекламные акции.
Фильм «Война миров» был выпущен в прокат компанией «Paramount Pictures» 29 июня 2005 года и получила в целом положительные отзывы. Фильм получил высокую оценку за эффективное воспроизведение захватывающих и тревожных элементов романа Уэллса, а также за модернизацию действия и спецэффектов, чтобы вызвать отклик у современной аудитории. Фильм также имел коммерческий успех, собрав в мировом прокате более 603 миллионов долларов, что сделало его четвёртым самым кассовым фильмом 2005 года. На 78-й церемонии вручения премии «Оскар», фильм был номинирован на премию «Оскар» за лучшие визуальные эффекты, лучший звук и лучший звуковой монтаж.

## Сюжет
Фильм начинается с закадрового монолога о том, что современное человечество слишком занято своими проблемами и совершенно не замечает того, что за ними следят инопланетяне со злыми намерениями (слегка изменённая цитата из начала книги Уэллса).
Рэй Ферриер работает крановщиком в доке Бруклина. Его бывшая жена — Мэри Энн — уехала на выходные к своим родителям в Бостон вместе со своим новым мужем Тимом, оставив Рэю двух детей — 10-летнюю Рэйчел и 16-летнего Робби.
После оттъезда Мэри Энн Робби узнаёт по новостям, что на Украине в пять утра по местному времени из-за необычной грозовой атаки пропало электричество и страна погрузилась во мрак. Робби, не придав этому никакого значения, продолжает переключать каналы телевизора, но Рэй выключает телевизор и предлагает поиграть в бейсбол. Робби неохотно соглашается. Робби не нравится приезжать к отцу и общаться с ним. Рэй злится и с силой кидает мяч, но Робби не ловит его и уклоняется, в итоге мяч разбивает окно в доме и сын уходит. Всё это время за этим наблюдала дочь Рэя Рэйчел. После того, как Робби ушёл, она говорит отцу, что он никогда не мог с ним договориться. Рэй уходит спать.
Пока Рэй спит, Робби угоняет машину отца. Когда Рэй просыпается, он идёт на поиски сына и замечает странное грозовое облако на небе, которое излучает группы электромагнитных импульсов в виде молний в близлежащем районе, что приводит к массовому отключению всех работающих электронных устройств, в том числе и автомобильной электроники.
Жители городка разглядывают странные следы от ударов молнии на асфальте. Земля расходится и  появляется огромная машина на трёх длинных ногах — треножник. Машина истребляет прохожих ударами лучей, под воздействием которых люди моментально превращаются в пепел.
Рэю чудом удаётся убежать и вернуться в свой дом. Понимая, что оставаться в городе опасно, Рэй наспех собирает вещи, забирает детей и уезжает. Он успевает украсть автомобиль, который взял в починку его друг механик Мэнни. Мэнни, по совету Рэя, заменил соленоид после электромагнитной бури. Рэй с детьми отправляется в поисках убежища к бывшей жене в Бостон, вовремя уехав перед очередной атакой треножника.
Ночью рядом с домом, где Рэй с детьми решил дождаться утра, из-за электромагнитных бурь падает авиалайнер «Boeing 747», чудом не погубив их автомобиль, но разрушив дом. Утром на второй день после начала вторжения Рэй сталкивается с командой службы новостей на машине, где женщина-репортёр рассказывает Рэю о треножниках (Рэя эта ужасная догадка пронзила еще ночью во время второй электромагнитной бури), в том числе о способности их луча воздействовать на земную технику и неуязвимости для снарядов. Рэй с детьми едет дальше, по дороге они встречают колонну военной техники, идущую в Нью-Йорк, и Робби просит военных взять его с ними, чем вызывает недоумение солдат и раздражение Рэя. В первом же городе толпа панически напуганных людей нападает на автомобиль Рэя, и он вместе с детьми вынужден оставить его паникующим и идти пешком, чтобы добраться до паромной переправы через Гудзон. Они попадают на паром, но после отплытия его из-под воды атакует и переворачивает треножник.
Рэй и его дети, выбравшись на берег и пройдя чуть дальше по окольным путям полей в сторону Бостона, замечают военных, вступивших в безнадёжную схватку с треножниками на вершине холма. Робби, одержимый желанием ударить по инопланетянам, чтобы отомстить, отказывается бежать с поля боя, Рэй уговаривает его, но видит, что какая-то семейная пара тем временем уводит Рэйчел в безопасное место. Рэю, чтобы дочь не потерялась, приходится идти за ней, Робби остаётся с военными. Рэй и Рэйчел попадают в подвал, ставший убежищем Харлана О'гилви, поклявшегося отомстить пришельцам за гибель своей семьи (до вторжения О'гилви работал водителем скорой помощи). Инопланетяне окружают дом О'гилви и проникают в подвал, но выжившим удается избежать прямого столкновения с ними, и пришельцы спустя какое-то время уходят по первым же сигналам треножника. Утром (третий день после начала вторжения) Рэй и О'гилви наблюдают из укрытия, как треножник высасывает кровь у пойманного человека. Они также замечают, что пришельцы выращивают неизвестные красные корневые растения, быстро растущие и опутывающие корнями стены. Обезумевший О'гилви с криками копает туннель. Боясь, что тот своими криками может привлечь внимание инопланетян, Рэй вынужден убить О'гилви, при этом завязав Рэйчел глаза, закрыв ей уши и попросив её петь песню.
Ночью Рэй просыпается от крика Рэйчел, она увидела разведывательную конечность треножника. Рэй отрубает её топором, в то время как Рэйчел убегает и её ловит треножник на глазах отца. В одном из брошенных военными «Хаммеров» Рэй находит гранаты и забирает с собой. С помощью гранаты он привлекает внимание треножника, который захватывает его и помещает в клетку вместе с группой других захваченных людей, среди которых и его дочь. С помощью гранат ему удаётся взорвать треножник изнутри и спасти людей.
Утром (спустя почти 10 дней после начала вторжения) Рэй и Рэйчел вместе с группой спасающихся беженцев достигают Бостона. Рэй видит, что внеземная растительность засохла и стала белой, а треножники стоят неподвижно, столкнувшись с домами. Вблизи проявляет активность треножник (до этого он стоял неподвижно, как и остальные). Рэй замечает, что на машину садятся птицы, понимает, что её защита отключена, и заявляет об этом командиру солдат из одной групп сопровождения, и те расстреливают треножник из ПТУР FGM-148 Javelin и РПГ. Из поверженного треножника выползает умирающий инопланетянин.
Рэй с дочерью добирается до дома родителей Мэри Энн, где их встречают Мэри и чудом уцелевший Робби.
Фильм завершается закадровым монологом (вновь цитатой из Уэллса), где рассказывается, что инопланетяне умерли, заражённые микроорганизмами, населяющими Землю, с которыми человек сосуществует уже долгие тысячелетия и, в отличие от пришельцев, обладает иммунитетом к их воздействию.

## В ролях
| Актёр          | Роль           |
| -------------- | -------------- |
| Том Круз       | Рэй Ферриер    |
| Дакота Фэннинг | Рэйчел Ферриер |
| Джастин Чэтвин | Робби Ферриер  |
| Миранда Отто   | Мэри-Энн       |
| Тим Роббинс    | Харлан Огилви  |
| Рик Гонсалес   | Винсент        |
| Ленни Венито   | механик Мэнни  |

| Актёр           | Роль               |
| --------------- | ------------------ |
| Лиза Энн Уолтер | Шерил              |
| Дэвид Алан Баш  | Тим                |
| Роз Абрамс      | тележурналист      |
| Камиллия Сейнс  | новостной продюсер |
| Энн Робинсон    | Бабушка            |
| Джин Барри      | Дедушка            |
| Морган Фримен   | рассказчик         |

## Саундтрек
Давний сотрудник режиссёра Стивена Спилберга, композитор Джон Уильямс, написал музыкальное сопровождение к фильму «Война миров». По его словам, музыка получилась «очень серьёзным произведением», которая должна объединять в себе «необходимую пугающую атмосферу» с «очень пропульсивным ритмичным драйвом в динамичных сценах». Английская звукозаписывающая компания «Decca Records» выпустила альбом, куда вошли саундтреки из фильма и дикторский голос Моргана Фримена (пролог и эпилог фильма). В фильме в исполнении Тома Круза и Дакоты Фэннинг звучат песни «Little Deuce Coupe» и «Hushabye Mountain».
| №   | Название                        | Длительность |
| --- | ------------------------------- | ------------ |
| 1.  | «Prologue»                      | 2:52         |
| 2.  | «The Ferry Scene»               | 5:49         |
| 3.  | «Reaching the Country»          | 3:24         |
| 4.  | «The Intersection Scene»        | 4:12         |
| 5.  | «Ray and Rachel»                | 2:41         |
| 6.  | «Escape from the City»          | 3:49         |
| 7.  | «Probing the Basement»          | 4:12         |
| 8.  | «Refugee Status»                | 3:50         |
| 9.  | «The Attack On the Car»         | 2:44         |
| 10. | «The Separation of the Family»  | 2:36         |
| 11. | «The Confrontation With Ogilvy» | 4:34         |
| 12. | «The Return to Boston»          | 4:29         |
| 13. | «Escape from the Basket»        | 9:21         |
| 14. | «The Reunion»                   | 3:16         |
| 15. | «Epilogue»                      | 3:11         |

## Награды и номинации
|                         | Категория — Победа в номинациях         | Категория — Победа в номинациях |
| Название номинации      | Номинант                                | |
| ----------------------- | --------------------------------------- | --- |
| «Сатурн»                | Лучший молодой актёр или актриса        | Дакота Фэннинг |
| World Soundtrack Awards | Лучший оригинальный саундтрек года      | Джон Уильямс |
| VES Awards              | Лучший одиночный визуальный эффект года | Деннис Мьюрен, Пабло Хелман, Сандра Скотт, Маршалл Крассер |
| VES Awards              | Выдающиеся модели и миниатюры в фильме  | Эд Хирш, Стив Гавлей, Джошуа Онг, Пол Рассел |
| VES Awards              | Выдающиеся композиции в фильме          | Маршалл Крассер, Майкл Джеймисон, Джефф Зальцман, Риган МакГи |
| Golden Reel Awards      | Звуковые эффекты и «фоли»               | Ричард Кинг, Кристофер Флик, Майкл Бэбкок, Аарон Гласкок, Гамильтон Стерлинг, Майкл Митчелл, Пьеро Мура, Марк Паппас, Джонатан Клейн, Гарри Хекер, Майкл Броомберг |
|                         | Категория — Без наград в номинациях     | |
| Название номинации      | Номинант                                | |
| «Оскар»                 | Лучший звук                             | Энди Нельсон, Анна Бехлмер, Роналд Джудкинс |
| «Оскар»                 | Лучший звуковой монтаж                  | Ричард Кинг |
| «Оскар»                 | Лучшие визуальные эффекты               | Деннис Мьюрен, Пабло Хелман, Рэндал М.Дутра, Дэниэл Судик |
| «Сатурн»                | Лучший научно-фантастический фильм      | «Война миров» |
| «Сатурн»                | Лучшая режиссура                        | Стивен Спилберг |
| «Сатурн»                | Лучший сценарий                         | Дэвид Кепп |
| «Сатурн»                | Лучший актёр                            | Том Круз |
| «Сатурн»                | Лучшая музыка                           | Джон Уильямс |
| «Сатурн»                | Лучшие спецэффекты                      | Деннис Мьюрен, Пабло Хелман, Рэндал М.Дутра, Дэниэл Судик |
| Кинонаграда MTV         | Лучшая роль в фильме ужасов/триллере    | Дакота Фэннинг |
| Empire Awards           | Лучший кинорежиссёр                     | Стивен Спилберг |
| Empire Awards           | Лучший фильм                            | «Война миров» |
| Премия «Спутник»        | Лучший монтаж                           | |
| Премия «Спутник»        | Лучшие визуальные эффекты               | Деннис Мьюрен, Пабло Хелман, Рэндал М.Дутра, Дэниэл Судик |
| Golden Reel Awards      | Диалоги и дублированный перевод         | Ричард Кинг, Хуго Вэн, Майкл Магилл, Лаура Грэхем, Линда Фолк |
| World Soundtrack Awards | Саундтрек-Композитор года               | Джон Уильямс |
| Золотая малина          | Худший актёр                            | Том Круз |

## Бюджет и кассовые сборы
Бюджет фильма составляет 132 млн. $, а кассовые сборы во всём мире составили 603,873,119 $.

## Критика
На Rotten Tomatoes фильм получил оценку 7 из 10 По содержащейся там оценке фильма передает острые ощущения и паранойю классического романа Герберта Уэллса, впечатляюще обновляя действие и эффекты для современной аудитории. На Metacritic фильм получил 73 балла из 100.

Российский веб-сайт «Мир фантастики» следующим образом оценил фильм «Война миров» С. Спилберга:
Его творение стало самой зрелищной и кассовой экранизацией «Войны миров». Огромного бюджета с лихвой хватило на впечатляющие спецэффекты, но параллелей с современной действительностью режиссер решил не проводить.
Российский интернет-портал «Film.ru» положительно оценивает сцену вторжения марсиан, использованные в фильме спецэффекты. Вместе с тем, интернет-портал отмечает то, что после спецэффектов из фильмов «Властелин колец», «Гарри Поттер», «Звездные войны» спецэффекты данного фильма «удивляют примитивностью фантазии». Согласно интернет-порталу, данное кино является душеспасительным (главный герой преобразился, пережив определенные события). Интернет-портал «Film.ru» критикует фильм за то, что там присутствует неадекватность поведения персонажей (от главных героев до массовки), это подрывает веру в происходящее по сюжету. Критикуется также образ главного героя, который получился бездейственным и бесхарактерным. По данным интернет-портала, в данном фильме для реальной войны все слишком картонно, для фантазии — слишком бескрыло, так как сюжет Г. Уэллса, по которому снимали это кино, был рассчитан на мир, еще не познавший глобальных битв. По мнению «Film.ru», в данном фильме не создан целостный мир тотальной войны. Помимо этого, данный интернет-портал отрицательно оценивает и финал этого кино.